# Colline Titovskaïa
La colline Titovskaïa  (en russe : Титовская сопка, Titovskaïa Sopka) est un ancien volcan situé dans la ville de Tchita dans le kraï de Transbaïkalie, en Russie.

## Géographie
La colline Titovskaïa se trouve dans la partie sud-ouest de la ville de Tchita du raïon de Tchita, dans le kraï de Transbaïkalie, en Sibérie orientale, en Russie.
La colline est un stratovolcan du Permien - Trias inférieur de la zone volcanique de l'Ingoda-Tchita. Elle se caractérise par une éruption de type vulcanien explosif, des laves de composition basique intermédiaire, des coulées de trachytes, des trachyandésites, des basaltes, des bombes volcaniques, une absence totale de scories et une grande quantité de tuf meuble.

## Archéologie
Les premières collections d'outils en pierre ont été réalisées par le directeur du musée d'histoire de Tchita, A.K. Kouznetsov, un employé de ce musée, A.I. Makhalov, et par un ethnologue. En 1950, Alekseï Okladnikov a collecté des objets anciens sur le territoire d'un hôpital psychoneurologique. En 1952, il découvre puis fouille un atelier de l'âge de pierre, révélant une image de l'approvisionnement et du traitement initial des matières premières en pierre. Selon V.F. Petroun, le principal type de matière première était la brèche de microlave.
Depuis 1966, Igor Ivanovitch Kirillov étudie les anciennes colonies de Soukhotino. La plus intéressante est Soukhotino-4, où une série de périodes culturelles avec des habitations du Paléolithique supérieur ont été découvertes dans les dépôts de la glaciation du Sartan. Les habitants des habitations utilisaient des outils en pierre, en os et à inserts. Ils chassaient le mammouth, le rhinocéros, le renne, le cerf élaphe, le bison, le saïga, la gazelle goitre, l'antilope cornue, etc. Des coquilles d'œufs d'autruche asiatique y étaient également trouvées.
Quatre sites avec des peintures rupestres anciennes sont connus sur les pentes de la colline Titovskaïa. Les deux premiers ont été découverts dans les années 1950 par A.P. Okladnikov ; il s'agit de la colline Titovskaïa et de la roche de Sokhatino. D'autres monuments avec de l'art ancien sont Soukhotino 13 et Ouchtchelié. Des sépultures de l'âge du bronze au Moyen Âge sont également connues. Des objets en or et en argent ont été trouvés dans certaines des sépultures. Sur le versant sud-ouest de la montagne, la colonie russe Zassopochnoïe, habitée de la fin du XVIIe siècle à la première moitié du XIXe siècle, a été étudiée. Selon Peter Simon Pallas, les habitants de la colonie construisaient des radeaux pour faire du rafting sur les rivières Ingoda, Chilka et Amour. Il existe des vestiges de maisons en rondins, d'ateliers de forgeron et de potier dans la colonie. Plus tard, en raison de l'érosion des pentes, la colonie a été déplacée vers le village voisin de Zassopka,,.
Les monuments archéologiques de la colline Titovskaïa sont constamment soumis à la négligence des autorités locales, des entreprises commerciales et de la population. Des bénévoles, des scientifiques et des étudiants se battent depuis plus de trente ans pour la préservation de monuments archéologiques et naturels uniques,,.
Depuis la mi-mai 2023, des travaux ont été lancés pour définir une zone naturelle spécialement protégée, qui devrait permettre la création d'une zone touristique sur le territoire de la colline. Il est prévu de créer un parc ethno-archéologique sur le territoire du complexe monumental de Soukhotino. À cette fin, Soukhotino-4 devrait être dégagé pour la muséification du complexe résidentiel paléolithique. De plus, un sentier écologique pour les visiteurs serait créé après la restauration. Le musée en plein air fonctionnerait comme un centre scientifique et éducatif,.

## Protection environnementale
La colline est classée comme monument naturel du kraï de Transbaïkalie.